# Charles Henry Currier

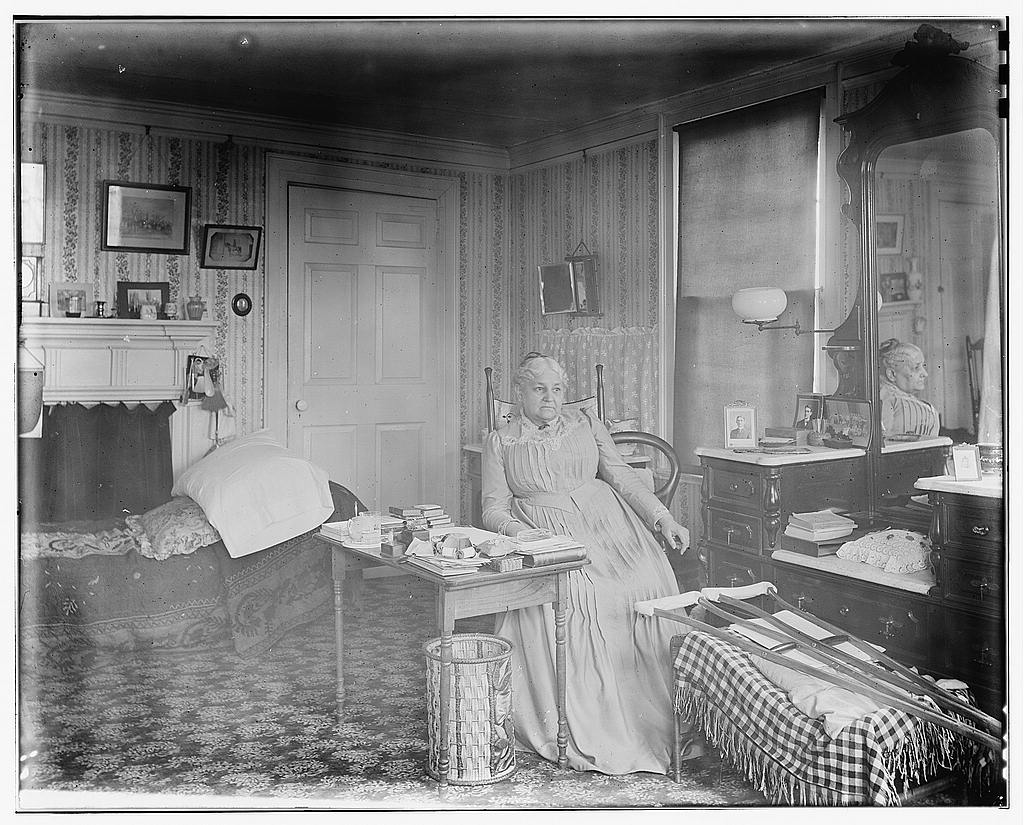
Charles Henry Currier: Portrét starší ženy, mezi 1890 a 1900

Charles Henry Currier (1851 – 1938) byl americký portrétní fotograf a profesionální fotograf působící v Bostonu.

## Život a dílo
Snažil se zachycovat čistě znaky rodící se společnosti budující průmysl. Fotografoval parní stroje, lokomotivy, stavby budov a respektoval přitom geometrii objektů bez ohledu na malebnost snímků. Ve stejném duchu portrétoval osoby a skupiny v jejich přirozeném prostředí a vytvářel tak pravdivý obraz současného člověka.
Patřil mezi zakladatele fotografického klubu Boston Camera Club, který založil společně s Johnem H. Thurstonem
Americká Kongresová knihovna vlastní přes 500 jeho fotografií.
Bývá občas zaměňován za Charlese Curriera, který byl také pedagogem ve stejném klubu.